# كهوف إنديان إيكو
كهوف إنديان إيكو (بالإنجليزية: Indian Echo Caverns)‏؛ هي مجموعة من الكهوف التي تقع في مقاطعة دوفين في الولايات المتحدة. اكتشفت في عام 1802.

## السياحة
تعد «كهوف إنديان إيكو» إحدى مواقع الجذب السياحي في مقاطعة دوفين في ولاية بنسيلفانيا الأمريكية.